# عبد العزيز الزهراني (إعلامي)
عبد العزيز بن حسن بن عبد الله الزهراني (04 سبتمبر 1987 / محرم 1408 -) إعلامي سعودي ومقدم برامج تلفزيونية وإذاعية  ومدرب دولي معتمد، ولد في منطقة الباحة جنوب المملكة العربية السعودية، حصل على تعليمه الإبتدائي والمتوسط بمدارس تحفيظ القران الكريم ثم التحق بالثانوية العامة بالنصباء في التخصص العلمي، بعد ذلك التحق بجامعة أم القرى في عام 1428هـ ليتخرج منها في مرحلة البكالوريوس في تخصص الإعلام (إذاعة وتلفزيون)
عمل مذيع ومقدم برامج في هيئة الإذاعة والتلفزيون بالمملكة العربية السعودية لمدة سنتين ثم انتقل إلى العمل في رئاسة شؤون الحرمين ويشغل حالياً وكيل المركز الإعلامي.

## البرامج التلفزيونية والإذاعية
قدم برامج تلفزيونية عرضت على عدة قنوات سعودية وعربية كانت تتحدث عن الحرمين الشريفين والخدمات المقدمة فيها ومنها (برنامج مباركاً2 - برنامج عيش الحرم - برنامج عيش الحرم2) كما قام بتقديم برنامج أثير الحرمين الإذاعي في عدة إذاعات سعودية وهي (إذاعة ألف ألف أف أم - إذاعة نداء الإسلام - إذاعة يو أف ام) 
وكل هذه البرامج من تحت مظلة الرئاسة العامة لشؤون المسجد الحرام والمسجد النبوي 